# Rebirth (Футурама)
Rebirth (укр. Відродження) — перша серія шостого сезону мультсеріалу "Футурама".
Автор сценарію: Ерік Хорстед
Режисер: Брет Хааланд

## Сюжет
Після виходу мультфільму "Футурама: У дику зелену далину", усі герої були перероджені після катастрофи, але Ліла впала у кому. Фрай дуже сумує за нею, і Гермес створює робота з зовнішністю Ліли. Фрай не має почуттів до робота-Ліли. Шансів на те, що Ліла виживе, вже немає. Але на кладовищі команду атакує величезний монстр-пожирач циклопів і Ліла раптово виходить з коми. Команді вдається втекти від монстра. Фрай знову починає зустрічатися зі справжньою Лілою, але робот-Ліла починає ревнувати і між дівчатами виникає бійка. Під час неї з'ясовується, що Фрай — теж робот. Раптом на них нападає монстр, з яким вони зустрілись на клажовищі. Бендер рятує команду і знищує монстра. Раптово справжній Фрай теж перероджується. Таким чином Фрай і Ліла знову разом, а їхні робо-версії теж вирішують жити разом.

## Цікаві факти

### Відсилання
- Studio 1²2¹3³ — відсилання до клубу Studio 54 у Лас-Вегасі (1²=1, 2¹=2, 3³=27. 1×2×27=54).

### Ляпи
- У робота Ліли на декілька секунд з'являється браслет, якого у неї ніколи не було.
- Коли Бендер виходить з пожирача циклопів у нього два ока, а вже у наступному кадрі у нього одне око.